# Avgaroz Bandaisdze

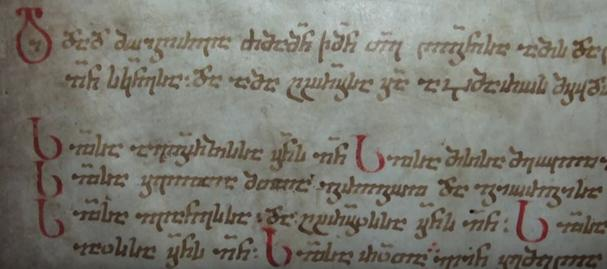
Manuscrito de Bandaisdze

Avgaroz Bandaisdze (en georgiano: ავგაროზ ბანდაისძე) fue un calígrafo y pintor georgiano del siglo XIV que trabajaba al servicio de los duques de Ksani. Su obra más importante es "Historia de los Eristavis". Tenía un hijo, Grigol, que también era calígrafo.
Un parakliton, colección de himnos de días llanos (de lunes a sábado) dispuestos en 8 voces y originalmente traducidos del griego al georgiano, fue traído del monasterio de Largvisi, y se copiaron y se añadieron las imágenes de los evangelistas para el duque Virsheli de Ksani. Este proceso es también atribuido a Avgaroz Bandaisdze. 